# Loved Me Back to Life (chanson)
Pour l'album éponyme, voir Loved Me Back to Life.
Singles de Céline Dion
Qui peut vivre sans amour ?
(2013)
Pistes de Loved Me Back to Life
Somebody Loves Somebody
Loved Me Back to Life est une chanson de Céline Dion sortie le 3 septembre 2013 sous format numérique. Il est le premier single extrait de l'album studio Loved Me Back to Life paru le 5 novembre 2013, la chanson est écrite par Sia Furler, Hasham Hussain et Denarius Motes. Loved Me Back to Life est produite par Sham et Motesart.

## Description
Le titre est coécrit par Sia Furler. Elle est l’interprète de la chanson de David Guetta Titanium, elle a écrit et composé pour Rihanna le titre Diamonds. Les producteurs Hasham « Sham » Hussain et Denarius « Motesart » Motes ont réalisé Is Anybody Out There? de K'Naan et Nelly Furtado. Loved Me Back to Life est diffusé à partir du 3 septembre 2013 et est disponible en téléchargement numériquel le même jour. Le single est alors diffusé sous la chaîne Vevo officielle de la chanteuse.

## Accueil critique
Le Figaro cite : « Les premières notes de ce nouveau titre surprennent, par leur recours à l'auto-tune, technique bien connue des producteurs, consistant à segmenter la voix, l'aligner sur une tonalité définie et la répéter à un rythme rapide. Si le résultat est en effet plein de dynamisme, il s'en retrouve pourtant superficiel, bien loin des prouesses vocales dont la star nous gratifie depuis plus de 30 ans. »
Le site plurielles.fr : « S'offrant un bain de jouvence, elle use de la technique de l'auto-tune qui colore sa voix puissante et la présente sous un nouveau jour. Le single engageant dans sa facture semble être calibré pour devenir un tube. »
Le site Terra Femina : « Un vent de modernité semble souffler sur Céline Dion qui a dévoilé récemment la chanson Loved Me Back To Life qui flirte avec l'électronique et nous propose des rythmes beaucoup plus modernes, loin des habitudes de la chanteuse à la voix en or. » Le site du magazine people Closer partage le même avis en précisant que le single « surprendra certainement les fans de la première heure de Céline Dion. »
Radio-Canada cite : « [...] la chanson titre de l'album est terriblement accrocheuse [...] »
Le site anglophone Pop Journalism cite : « Une ballade qui devrait plaire à un public au-delà de la base de fans bien établie. »
Le site Renowned For Sound cite : « L'ambiance du single est beaucoup plus jeune et pop par rapport aux précédents singles. Le morceaux fait appel à un son électronique frais ainsi que certains éléments de rock plus pointus vers la fin de la piste. »
La Presse cite : « Une chanson irrésistible qui donne le ton à l'album par sa réalisation plus moderne signée Sham and Motezart. Céline mord dans ce texte de Sia Furler qui parle du triomphe de l'amour sur le coma et la catatonie. »
Le site de Music Story : « Tout commence avec le single Loved Me Back to Life où elle écrase la concurrence avec la justesse de ses vocalises, à peine altérées par les habituels effets de la production du genre. »
Le site Web d'information musicale Pure Charts : « C'est la ballade "Loved Me Back to Life" qui entame l'opus, et on pouvait difficilement faire plus moderne. Céline Dion y dévoile une voix volontairement moins parfaite et assure sur le refrain en or massif, signé par Sia. Dans les mains de Rihanna, le titre aurait été matraqué sur les ondes du monde entier et aurait dominé les charts, mais les programmateurs n'ont pas suivi la Canadienne, et c'est dommage. »

## Promotion
Le 7 juillet 2013, lors du concert "Céline... Une seule fois" sur les Plaines d'Abraham à la ville de Québec, elle offre en primeur en rappel : la pièce-titre de son prochain album Loved Me Back to Life.
Le 6 septembre 2013, Céline passe à l'émission Jimmy Kimmel Live! diffusée sur la chaîne américaine ABC pour une interview avec Jimmy Kimmel et pour interpréter Loved Me Back To Life.
Le 11 septembre 2013, Céline est l'invité au The Ellen DeGeneres Show diffusée sur la chaîne américaine CBS et la chaîne canadienne CTV pour une interview avec Ellen DeGeneres. Elle chante également Loved Me Back To Life lors de cette émission.
Le 30 octobre 2013, Céline interprète son titre à l'émission américaine The View sur le réseau de télévision ABC.
Le 3 novembre 2013, la chaîne québécoise TVA diffuse l'émission Le Banquier présentée par Julie Snyder, où Céline interprète Loved Me Back To Life.

## Formats et liste des chansons
- CD Promotionnel

1. "Loved Me Back to Life" – 3:50

- Téléchargement

1. "Loved Me Back to Life" – 3:50

- CD Single – Allemagne

1. "Loved Me Back to Life" – 3:50
2. "Loved Me Back to Life" (Dave Audé Radio Extended) – 4:27

## Classement par pays
| Classement (2013)                          | Meilleure position |
| ------------------------------------------ | ------------------ |
| Allemagne (Media Control Charts)           | 38                 |
| Autriche (Ö3 Austria Top 40)               | 38                 |
| Belgique (Flandre Ultratip 100)            | 28                 |
| Belgique (Wallonie Ultratop 50 Singles)    | 25                 |
| Canada (Hot 100)                           | 26                 |
| Corée du Sud (Gaon Chart)                  | 17                 |
| Québec (Quebec Radio Correspondents Chart) | 1                  |
| Écosse (OCC)                               | 12                 |
| États-Unis (Billboard Adult Contemporary)  | 24                 |
| États-Unis (Billboard Dance Club Songs)    | 44                 |
| États-Unis (Billboard Digital Songs)       | 63                 |
| France (SNEP)                              | 32                 |
| Irlande (IRMA)                             | 29                 |
| Liban (Lebanese Top 20)                    | 2                  |
| Pologne (Airplay)                          | 34                 |
| Royaume-Uni (UK Singles Chart)             | 14                 |
| Suède (Sverigetopplistan)                  | 31                 |
| Suisse (Schweizer Hitparade)               | 25                 |

## Sorties
| Pays  | Date             | Format         | Label    |
| ----- | ---------------- | -------------- | -------- |
| Monde | 3 septembre 2013 | Téléchargement | Columbia |